# Federica Macrì
Federica Macrì (Trieste, 22 de agosto de 1990) es una deportista italiana que compitió en gimnasia artística. Ganó una medalla de oro en el Campeonato Europeo de Gimnasia Artística de 2006, en la prueba por equipos.

## Palmarés internacional
| Campeonato Europeo | Campeonato Europeo | Campeonato Europeo | Campeonato Europeo   |
| Año                | Lugar              | Medalla            | Prueba               |
| ------------------ | ------------------ | ------------------ | -------------------- |
| 2006               | Volos (Grecia)     | Medalla de oro     | Concurso por equipos |